# Thames Tunnel

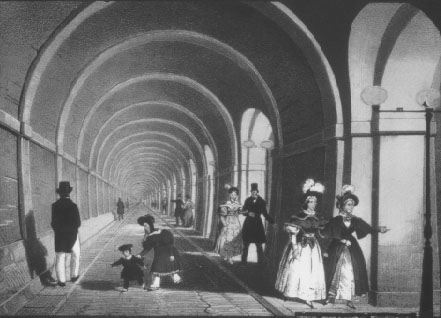
De binnenkant van de Thames Tunnel, in het midden van de 19e eeuw

De Thames Tunnel is een tunnel onder de rivier de Theems in Londen tussen Rotherhithe en Wapping. Hij is elf meter breed, zes meter hoog en 396 meter lang. De tunnel ligt 23 meter onder het wateroppervlak van de rivier bij vloed. Het is de eerste tunnel ter wereld onder een bevaarbare waterweg. De tunnel werd tussen 1825 en 1843 gebouwd door Marc Isambard Brunel en zijn zoon Isambard Kingdom Brunel.
De tunnel was oorspronkelijk bedoeld voor koetsen maar door de hoge kosten bleek het niet meer mogelijk om de toeritten aan te leggen en werd er slechts aan elke zijde een trappenhuis gebouwd in de toegangsschachten. Het gebruik en de inkomsten bleven sterk achter bij de verwachtingen en de tunnel werd in 1869 in gebruik genomen als onderdeel van de East London Line van de metro van Londen. De East London Line sloot op 23 december 2007 voor werkzaamheden voor de ombouw tot onderdeel van het London Overground netwerk. De tunnel werd heropend op 27 april 2010.

## Geschiedenis

### Eerste pogingen

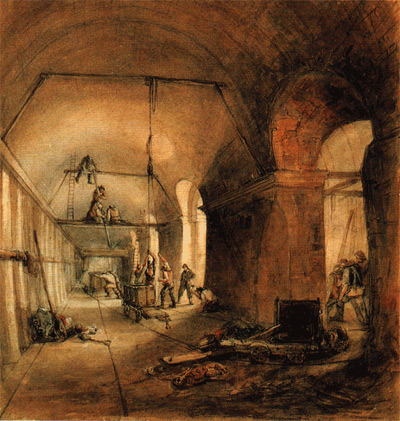
De Thames Tunnel tijdens de bouw in 1830

In het begin van de 19e eeuw was er een dringende noodzaak voor een nieuwe verbinding tussen de noordelijke en zuidelijke oever van de Theems in Londen. Ingenieur Ralph Dodd probeerde een tunnel te bouwen tussen Gravesend en Tilbury in 1799 maar dit mislukte.
In 1805-1809 probeerde een groep mijnwerkers uit Cornwall, inclusief Richard Trevithick, een tunnel te graven verder bovenstrooms tussen Rotherhithe en Wapping, maar dit mislukte door de geologische situatie ter plaatse. De mijnwerkers waren hard gesteente gewend en pasten hun methode niet aan de zachte klei en het drijfzand aan. Het Thames Archway-project werd verlaten na een instorting toen al ruim 300 van de 366 meter gegraven was. Zelfs al was deze tunnel afgerond dan was de bruikbaarheid beperkt. Hij was 60 tot 90 cm breed en 1,5 meter hoog, veel te klein voor gebruik door passagiers.
De mislukking van dit project leidde ertoe dat men een ondergrondse tunnel als onpraktisch bestempelde.

### Brunel
De Engels-Franse ingenieur Marc Brunel weigerde deze conclusie te accepteren. In 1814 had hij een voorstel geschreven aan tsaar Alexander I van Rusland voor de bouw van een tunnel onder de rivier de Neva in St Petersburg. Dit plan werd afgewezen, in plaats daarvan werd er een brug gebouwd, maar Brunel ontwikkelde meer technieken voor het graven van tunnels.
Brunel en Thomas Cochrane patenteerden het tunnelschild, een revolutie in tunnelbouwtechnieken in januari 1818. In 1823 maakte Brunel een plan voor een tunnel tussen Rotherhithe en Wapping, die gebouwd zou worden met behulp van zijn schild. Investeerders, waaronder Arthur Wellesley de hertog van Wellington, werden snel gevonden en de onderneming werd opgezet in 1824 terwijl het project zelf begon in 1825.

### Bouw schachten
De eerste stap van het project was de bouw van een grote schacht in Rotherhithe, 46 meter van de zuidelijke rivieroever. De schacht werd gebouwd door bovengronds op een ijzeren ring met een diameter van 15 meter een 12 meter hoge gemetselde muur met een dikte van 90 cm te bouwen. Boven op de muur stond een sterke stoommachine voor de bemaling van de bouwput. De hele constructie woog naar schatting 1.000 ton. De grond onder de scherpe onderkant van de ring werd met de hand weg gegraven. De hele schacht zonk langzaam de grond in onder het eigen gewicht. De schacht raakte eenmaal vast als gevolg van kleef veroorzaakt door de omliggende grond en 50.000 bakstenen werden toegevoegd als tijdelijk extra gewicht. Men realiseerde zich later dat het probleem zat in het cilindrische ontwerp van de schacht. De schacht bij Wapping werd een beetje taps gebouwd waarbij de bodem breder was dan de bovenkant. In november 1825 werd begonnen met deze tweede schacht.

### Bouw tunnel

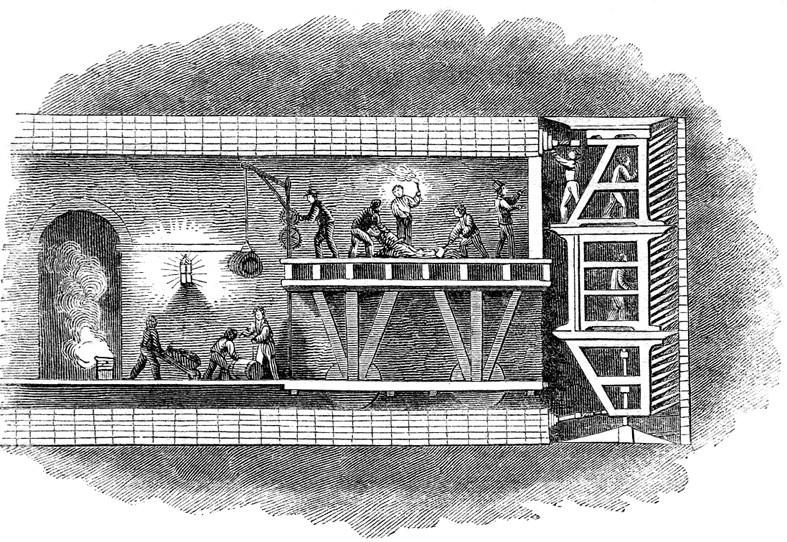
Diagram van het tunnelschild gebruikt in de Thames Tunnel

Het tunnelschild bestond uit een snijrand, opgedeeld in drie verdiepingen die weer uit verschillende vakken bestonden, met daarachter een werkvak voor de bouw van het metselwerk voor de tunnelwanden. De 36 vakken aan de voorkant van de snijkop waren aan de voorkant afgesloten met planken. Elk vak was groot genoeg voor een arbeider die de grond voorin elk vak weg groef. Na het graven van een gedeelte werd een plank geplaatst om te voorkomen dat er te veel grond in het vak zou lopen met het risico dat de tunnel vol kon lopen met modder en water.
Nadat alle vakken ver genoeg leeg gegraven waren, werd elk vak afzonderlijk naar voren geplaatst door middel van twee zware schroeven die tegen het gemaakte metselwerk rustten. Nadat een vak verplaatst was, werd daarachter een nieuwe laag metselwerk geplaatst.
De belangrijkste innovatie van het tunnelschild was de ondersteuning van de grond voor het werkfront waarbij de kans op instorting sterk verkleind werd. Veel arbeiders en ook Brunel zelf werden ziek door de slechte omstandigheden en met name de met rioolslib vervuilde bodem onder de rivier. Dit rioolslib veroorzaakte ook de vorming van methaangas dat aangestoken werd door de mijnwerkerslampen. Toen de hoofdingenieur William Armstrong ziek werd in april 1826 stelde Marc Brunel als hoofdingenieur zijn zoon Isambard Kingdom Brunel aan, die 20 jaar oud was.
Op 18 mei 1827 liep de tunnel vol water nadat ongeveer 167 meter gegraven was. Isambard Kingdom Brunel liet een duikerklok vanaf een boot zakken om het ontstane gat te repareren met behulp van zakken gevuld met klei. Na de reparatie en het leegpompen van de tunnel hield Brunel een diner in de tunnel. Het jaar daarop, op 12 januari 1828, liep de tunnel nogmaals onder water. Zes mannen verdronken en Isambard ontsnapte aan de verdrinkingsdood. Isambard werd naar Clifton in Bristol gestuurd om te herstellen. Hier hoorde hij van de ontwerpwedstrijd voor de bouw van wat later bekend werd als de Clifton Suspension Bridge.
Financiële problemen volgden en de tunnel werd in augustus 1828 afgesloten. Het project werd verlaten totdat Marc Brunel na zeven jaar voldoende middelen wist te verkrijgen om de bouw te hervatten. Hierbij kreeg hij een lening van het Engelse ministerie van Financiën ter waarde van £247,000.
Toen het werk hervat werd in 1836 moest een nieuw schild geïnstalleerd worden. Gehinderd door overstromingen, branden en lekkages van methaan en waterstofsulfidegas duurde het vijf en een half jaar voordat de tunnel in november 1841 voltooid was.
Na de voltooiing van de tunnel was er onvoldoende geld om de toeritten te bouwen en werd de tunnel alleen gebruikt door voetgangers. De tunnel werd geopend op 25 maart 1843. Het was voor die tijd een ongelooflijke doorbraak dat een mens onder een rivier kon lopen en het bouwwerk werd al snel een toeristische attractie met twee miljoen (betalende) bezoekers per jaar. Het project werd echter niet bepaald een financieel succes door het wegblijven van het wegverkeer.

### Gebruik als spoorwegtunnel

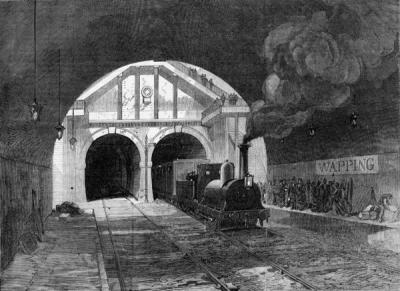
Een trein verlaat de tunnel bij Wapping in 1870

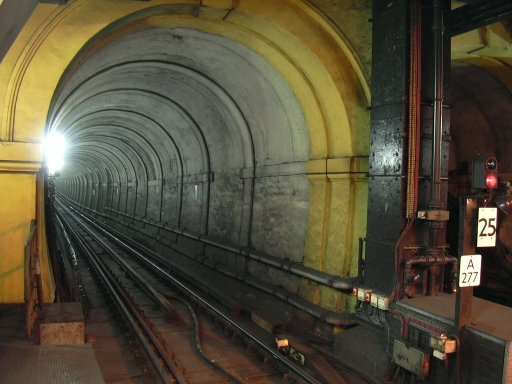
De tunnel gezien vanuit Wapping in 2005

In september 1865 werd de tunnel door de East London Railway Company aangekocht, een consortium van zes spoorwegmaatschappijen. Deze maatschappijen zochten een verbinding voor goederen en passagiers tussen Wapping (en later Liverpool Street Station) en de South London Line. De riante afmetingen van de tunnel waren voldoende groot om treinen toe te laten. De eerste trein reed op 7 december 1869 door de tunnel. In 1884 werden de toegangsschachten in Wapping en Rotherhithe omgebouwd tot de (metro)stations Wapping en Rotherhithe.
De East London Railway werd later onderdeel van de metro van Londen (London Underground), waardoor het de huidige East London Line werd. De lijn door de tunnel werd echter nog tot 1962 gebruikt voor goederenverkeer. De tunnel is tot op heden het oudste deel van de infrastructuur van de Londense metro.
Toen in 1995 de tunnel gesloten werd voor groot onderhoud, ontstond er een debat tussen London Underground en belangengroeperingen die de tunnel wilden behouden zoals deze ontworpen was. De staat van de tunnel was dusdanig slecht dat de directie van London Underground publiekelijk bekendmaakte dat als de tunnel niet gerepareerd kon worden de hele East London Line gesloten zou worden. Men stelde voor de tunnel met spuitbeton te versterken en waterdicht te maken waardoor het oorspronkelijke innerlijk van de tunnel compleet onzichtbaar zou worden.
Na een compromis werd een klein deel aan het einde van de tunnel ongemoeid gelaten en werd de rest van de tunnel gerenoveerd met een methode die het oorspronkelijke ontwerp iets beter tot zijn recht liet komen. Na een grote vertraging opende de tunnel in 1998.
Op 23 december 2007 werd de tunnel wederom gesloten voor de aanpassing van de spoorlijn voor de East London Line extension. Hierbij werd de tunnel onderdeel van London Overground en zou de spoorlijn gebruikt worden voor treinen op het nationale netwerk die wel in metrostijl gaan rijden. De heropening was op 27 april 2010.

### Invloed

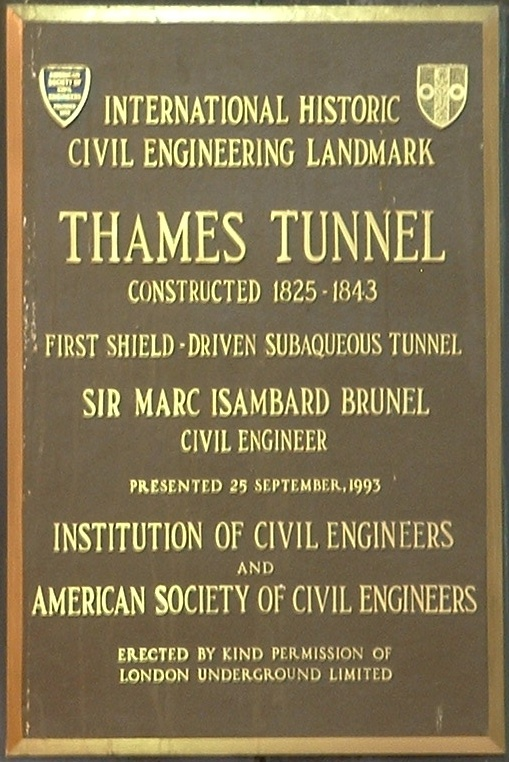
Plaque in het metrostation Rotherhithe voor de sluiting in 2007

De bouw van de tunnel liet zien dat het wel degelijk mogelijk was om onder water tunnels te bouwen, ondanks de scepsis van veel ingenieurs. Meerdere tunnels werden in de daaropvolgende decennia gebouwd waaronder de Tower Subway in Londen, de eerste ondergrondse spoorlijn; de Severn Tunnel onder de Severn; en de Mersey Railway Tunnel onder de Mersey. Al deze tunnels werden gebouwd met aangepaste versies van Brunels tunnelschild, waarbij James Henry Greathead een grote rol speelde in de verdere ontwikkeling van de technologie. De historische waarde van de Thames Tunnel werd op 24 maart 1995 erkend toen de tunnel monumentenstatus verkreeg. Er is een plaquette geplaatst in het trappenhuis van en naar de perrons van het metrostation Rotherhithe.